# Chidananda Dasgupta
Chidananda Dasgupta (bengalisch: চিদানন্দ দাসগুপ্ত, Cidānanda Dāsgupta; * 20. November 1921 in Shillong, Meghalaya, Indien; † 22. Mai 2011 in Kalkutta, Westbengalen, Indien) war ein indischer  Filmkritiker, Filmhistoriker, Autor und Filmemacher bengalischer Abstammung. Er gilt als Pionier des ernsthaften Filmjournalismus in Indien.

## Leben
Chidananda Dasgupta entstammte einem konservativen Brahmanen-Elternhaus. Er studierte in Patna, musste die Schule jedoch wegen Beteiligung an der „Quit India“-Bewegung 1942 verlassen und wurde in Kolkata Postgraduate-Student. 1944 heiratete er Supriya Das, eine Nichte des Dichters Jibanananda Das. In den folgenden Jahren arbeitete er als Dozent an einem College in Hazaribag, als persönlicher Assistent von Prasanta Chandra Mahalanobis am Indian Statistical Institute und lehrte am City College in Kolkata englische Literatur.
1947 gründete er gemeinsam mit Satyajit Ray, Harisadhan Dasgupta und anderen die Calcutta Film Society und 1960 die Federation of Film Societies of India, deren Sekretär er bis 1967 war. Er war Herausgeber der Filmzeitschriften Indian Film Review und Indian Film Culture und veröffentlichte zahlreiche Essays zu Kunst und Film, darunter auch für die britische Filmzeitschrift Sight & Sound.
Chidananda Dasgupta war Regisseur zweier bengalischer Spielfilme: Bilet Pherat (1972) – eine Verfilmung dreier eigener Kurzgeschichten über aus dem Ausland zurückkehrende junge Inder, deren Idealismus in Indien desillusioniert wird – mit dem er die Thematik von Dhiren Gangulys gleichnamigem Film aus dem Jahr 1921 aufgriff und die Komödie Amodini (1994). Dasguptas übrigen Filme sind Dokumentarfilme: Portrait of a City (1961) über die Stadt Kolkata, The Dance of Shiva (1968) über Ananda Coomaraswamy, The Stuff of Steel (1969), Birju Maharaj (1972) über den gleichnamigen Künstler und Zaroorat Ki Purti (1979). Für Aparna Sens Film Sati (1989) schrieb er die Musik.
Er erhielt einen National Film Award als bester Filmkritiker. Auf dem 6. Osian’s Cinefan Filmfestival im Juli 2004 wurde er mit einem Lifetime Achievement Award for Best Writing on Cinema ausgezeichnet.
Seine Tochter ist die Schauspielerin und Regisseurin Aparna Sen, seine Enkelin die Schauspielerin Konkona Sen Sharma.

## Bücher (Auswahl)
- The Cinema of Satyajit Ray (1980)
- Film India: Satyajit Ray (1981)
- Talking About Films (1981)
- The Painted Face – Studies in India’s Popular Cinema (1991)